# Зоина (Караш-Северин)
Зоина (рум. Zoina) насеље је у Румунији у округу Караш-Северин у општини Корнерева. Oпштина се налази на надморској висини од 669 m.

## Становништво
Према подацима из 2002. године у насељу је живело 70 становника, од којих су сви румунске националности.